# 薩爾瓦多·達利的秘密生活
《薩爾瓦多·達利的秘密生活》是西班牙超現實主義藝術家薩爾瓦多·達利的自傳作品，1942年由Dial Press （页面存档备份，存于）出版。該書篇幅約400頁，並附有少量插圖；內容囊括達利的童年至二戰後的創作生涯，其中不乏犀利的自我揭露，使該書獲得毀譽參半的評價。